# Инкогнита
„Инкогнита“ е български игрален филм (драма) от 2012 година на режисьора Михаил Пандурски, по сценарий на Михаил Пандурски, Николай Акимов. Оператор е Иво Пейчев. Филмът е направен по мотиви на повестта „Бариерата“ на Павел Вежинов.

## Актьорски състав
Роли във филма изпълняват актьорите:
- Георги Стайков – диригента Антон Хорн
- Ива Гочева – Доротея
- Стефан Данаилов – Директор на фондация
- Наум Шопов – проф. Исак Давидович
- Бойка Велкова – д-р Юлия Берг
- Емилия Радева – Старата майка
- Валентин Ганев – Александър Шварцман
- Стоян Алексиев – Емил
- Добрин Досев – полицай
- Люба Ничева – малката Доротея